# Caféiculture en Amérique centrale
La caféiculture est considérée comme une activité économique fondatrice de l'Histoire de l'Amérique centrale, car elle a joué un rôle très important dans l'évolution politique, économique et sociale et dans l'émergence des élites au Costa Rica, Guatemala, Honduras, Nicaragua et au Salvador. La plupart des pays d’Amérique centrale ont hérité du surnom de « républiques bananières » mais la production de café y est tout aussi importante ou même plus importante, et a commencé beaucoup plus tôt, avec d'importantes contributions, dès le XIXe siècle, des colons allemands. La caféiculture a continué ensuite à prospérer, en profitant de la construction d'infrastructures routières puis ferroviaires.
Sur le modèle du Chemin de fer du Panama (ouvert en 1855), deux autres projets sont décidés au milieu des années 1860 : le Chemin de fer nicaraguayen de Grenade à Corinto vise lui aussi à faciliter le percement d'un canal entre les deux océans, mais la première section des voies ferrées n'est achevée qu'en 1880, en raison du relief difficile, qui retarde aussi les travaux du Chemin de fer du Costa Rica, dont la construction débutée en 1871 cesse après deux ans. Celle du Chemin de fer du Guatemala n'aboutit aussi qu'en 1880 pour la première section après quatre ans de travaux.
Au XXIe siècle, quatre pays d'Amérique centrale[Lesquels ?] figurent parmi les quinze premières récoltes caféicoles au monde, soit plus d'une sur quatre, tandis que le grand voisin, la Colombie est classée au troisième rang des pays producteurs de café.

## Place dans l'économie et la société
Dans l’isthme centroaméricain, le café a favorisé la modernisation des économies, en intégrant une partie de la population aux circuits marchands ou au contraire contribué au maintien des traditions culturelles des communautés indigènes en fixant leur base territoriale sur un mode homogène. Le café est parfois même célébré dans les institutions. Au Costa Rica, des billets de banque montrent des scènes du monde caféier et la salle du Parlement national bénéficie d'une représentation du grain de café, tandis que la feuille de caféier figure dans les symboles de l’État national ou dans les blasons de différentes régions. Le théâtre national du Costa Rica, de style néoclassique, fut construit puis inauguré en octobre 1897 grâce à une taxe sur l'exportation du café.
Dans le cas du Costa Rica, du Guatemala et du Salvador, le café a été pendant un siècle le moteur de la croissance économique : à la fin du XIXe siècle, les exportations de ces trois pays dépendaient du café, à hauteur de 80-90 %, ce qui a permis de parler de « révolution du café », source majeure d'enrichissement et de puissance des oligarchies. En 1955, les proportions étaient encore de 48,6 % pour le Costa Rica, 78,2 % pour le Salvador et 79 % pour le Guatemala. Les régions caféières se distinguent le plus souvent de leurs voisines par de meilleurs équipements et une plus grande prospérité apparente.

## Caractéristiques agricoles et techniques

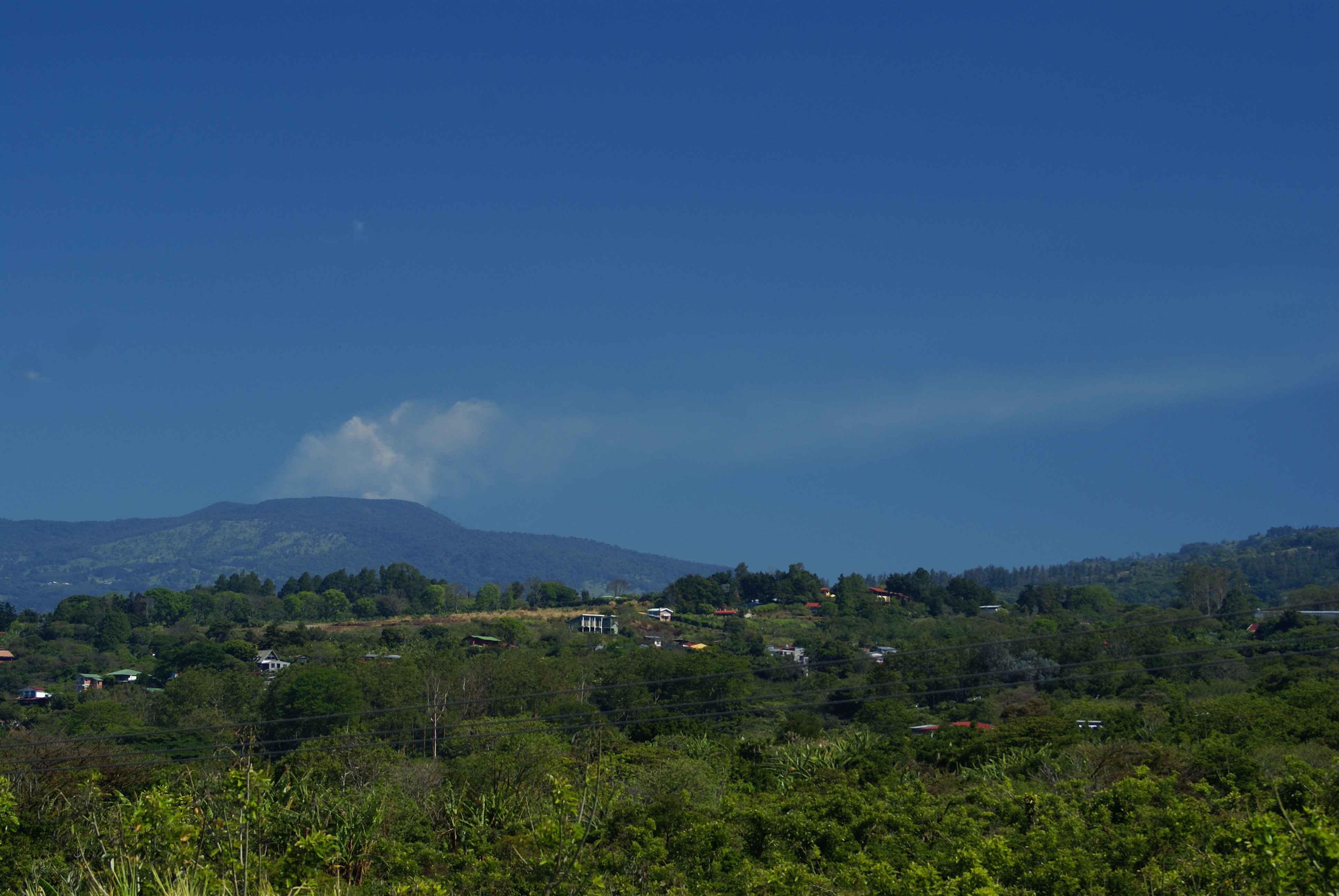
Vue du Volcan Poás, proche des plantations de café du Costa Rica.

La production centraméricaine est constituée quasi exclusivement de cafés arabica d'altitude, qui occupent actuellement environ 20 % des superficies cultivées au Guatemala, au Salvador, au Honduras et au Costa Rica. Dans ce pays, le café est cultivé dans le centre du pays sur les hauts plateaux, ou « Meseta Central », autour de San José, une zone géographique bordée par la cordillère centrale, à une altitude d’environ 1 000 mètres, proche des volcans, dont le Volcan Poas, à 2 704 mètres d'altitude, ou le volcan Irazu à 3 432 mètres d’altitude, le climat y étant idéal à partir de 1 200 m d'altitude, avec une température comprise entre 15 et 28 degrés.
Au Nicaragua, la production caféière s'étend dans la partie nord des hauts plateaux centraux au nord et à l'est d'Estelí, ainsi que dans la région volcanique autour de Jinotepe. Dans les années 1980, après la révolution sandiniste de 1979, la rébellion des Contras attaque les convois caféiers et camions, à partir de 1982. Bien que la production de café ait légèrement diminué à la fin des années 1980, la récolte de 1989 était encore de 42 000 tonnes. En 1992, plus de terres ont été plantées en café que dans n'importe quelle autre culture.

## Contexte général
L'histoire de la caféiculture en Amérique centrale a débuté dans un contexte politique de guerres civiles et de révolutions, qui a fait flamber les cours mondiaux du café, mais aussi de perspectives de baisse des coûts grâce aux grands projets, excitant l'intérêt des puissances européennes, pour assurer un lien entre les deux océans en divers points de l'Amérique centrale, par le chemin de fer ou un canal. Ces projets deviennent prioritaires après la ruée vers l'or en Californie de fin 1848, qui suscite la migration de 250 000 personnes.
- La révolution du café de Saint-Domingue est définitivement enterrée par la révolution haïtienne confirmée en 1804. Ses grands acteurs la reproduisent à Cuba, via la révolution du café à Cuba, qui culmine en 1835, et la production de café en Jamaïque.

- Le 4 avril 1814, le blocus continental s'achève après avoir provoqué en 1807 le transfert de la cour portugaise au Brésil, qui[Quoi ?] est d'abord isolé puis se développe.

- En 1821, le Chiapas proclame son indépendance, imité le 15 septembre 1821 par le Guatemala, puis par les autres provinces. L'Histoire de l'Amérique centrale débute par une annexion d'un an au Premier Empire mexicain d'Agustín de Iturbide, indépendant depuis août, qui envoie le 12 juin 1822 une armée d'occupation au Guatemala et au Salvador.

- Peu après nait une République fédérale d'Amérique centrale liant Guatemala, El Salvador, Honduras, Nicaragua et Costa Rica, avec blason aux cinq montagnes et bonnet phrygien, emblème de la Révolution française, qui va durer jusqu'en 1838. Mais les villes créent leurs propres milices, qui se battent parfois contre la représentation gouvernementale.

- En 1829, le gouvernement fédéral de Manuel José Arce est renversé. En 1837, la guerre civile éclate à travers le Guatemala Le Nicaragua fait sécession le 30 avril 1838, le Honduras le 6 octobre, le Costa Rica le 14 novembre. L'année suivante, c'est le Guatemala, où chute le général Francisco Morazán, le Salvador suit en 1841.

- Dès 1831, le Brésil devient le premier producteur mondial de café, fruit qu'il exporte pour la première fois en plus grande quantité que le sucre, grâce à la vallée du Paraíba, dans la région de Rio de Janeiro.

- En 1836, Andrew Jackson, président des États-Unis, commande une étude sur un chemin de fer interocéanique, pour protéger les intérêts des Américains de l'Oregon, encerclé par les Anglais.

- Dans les années 1840, des traités divers sont négociés avec des Allemands, plusieurs contrats signés et près de 2 000 colons allemands ont émigré en Amérique centrale[4].

- En 1849, la construction du chemin de fer du Panama, démarre pendant la ruée vers l'or en Californie. Il est achevé en 1855, mais celle du canal de Panama ne commence qu'au 1er janvier 1882 et fait banqueroute.

- De 1856 à 1857, l'aventurier-mercenaire américain William Walker est président du Nicaragua, après avoir fomenté une guerre civile qui bloque les projets.

- Au début des années 1850, des réunions publiques et des clubs de colonisation dans diverses régions d'Allemagne voient le Nicaragua et le Costa Rica comme les meilleures destinations pour la colonisation allemande, selon les projets d'Alexander von Humboldt[4]. Mais elles s'implantent aussi à Angostura (Guatemala)[réf. nécessaire].

- Dans les années 1860, Rodolfo Dieseldorff fonde une importante colonie allemande au Guatemala.

- En 1866, Bismarck œuvre pour un accès allemand au Pacifique, avec de grands négociants de Brême, région qu'il espère unifier à la Prusse[4].

- En 1868, construction du chemin de fer nicaraguayen de Grenade à Corinto, voulue dès 1849, commence et va durer douze ans, sur fond d'échec du projet de canal du Nicaragua.

- En 1871, démarre la construction du chemin de fer du Costa Rica.

- En 1876, décret du président Pedro Alfaro appelant à prolonger le chemin de fer nicaraguayen de Grenade à Corinto, lié au Lac de Managua.

- En 1876, la construction du premier chemin de fer du Guatemala commence[5], la première section connectant San José et Escuintla en 1880[6], prolongée à Guatemala City en 1884. Le capital national devenu insuffisant, selon le diplomate allemand Von Erckert, le nouveau gouvernement préfère faire appel aux capitaux allemands pour terminer le projet[4].

- En 1912, le réseau du chemin de fer du Guatemala est acquis par la United Fruit Company.

## Histoire
La culture du café s'est développée à partir de 1830 au Costa Rica, à partir de 1850-1870 au Guatemala et au Salvador, à la fin du XIXe siècle et au début du XXe siècle au Nicaragua, au Honduras et au Panama. Pour ces trois derniers pays, le développement du secteur caféier a été plus limité (Nicaragua), plus tardif (Honduras) ou d'importance locale (Panama). Au Honduras en particulier, le boom caféier, précédé par celui de la banane, ne s’est produit que dans la deuxième moitié du XXe siècle.

### Arrivée du café sur le territoire d'Amérique centrale
L’expansion de la caféiculture en Amérique latine ne date que de quelques siècles. Différentes versions existent sur les origines du café en Amérique centrale mais toutes renvoient au rôle joué par les religieux et les deux premiers chefs d'État, ainsi que l'adjoint de l'un des deux, au Costa Rica. Le premier plant fut introduit au Costa Rica en 1791 par un commerçant panaméen, Agustín de Gana qui en adressa deux livres au gouverneur, mais le père Félix Velarde est considéré comme le premier semeur, il transforme en 1816 un de ses terrains en plantation de café, à 100 mètres au nord de la cathédrale métropolitaine.

### Le Costa Rica, pays précurseur

#### Période coloniale et indépendance
Au Costa Rica, aucune ressource locale ne donnait lieu à une exportation durable. La caféiculture est en développement dès les années 1820-1830 et devient ensuite un centre de diffusion des techniques culturales, tout en bénéficiant des offres de crédit des maisons de commerce étrangères, britanniques et allemandes. Au Costa Rica, les colons allemands s'établirent à Cartago et San Jose.
En 1804, les autorités coloniales prirent des premières mesures fiscales visant à développer, entre autres, la culture caféière. À l'indépendance, il avait 17 000 caféiers, permettant l'exportation de 2 quintaux de café au Panama. Le nouveau gouvernement distribua gratuitement des terres aux personnes qui s'engageaient à cultiver du café, tandis que les autorités de certaines communes obligèrent même leurs habitants à posséder au moins un certain nombre de caféiers. Le gouvernement de Juan Mora Fernández, décide des exemptions fiscales pour les planteurs de café. Son premier adjoint est Mariano Montealegre Bustamante, installé au Costa Rica depuis 1809, et responsable de la régie des Tabacs, sous l'empire espagnol, depuis 1818. La municipalité de San José distribue des plants de café. Les quelques capitaux accumulés grâce à l'exportation des années 1820 et 1830 (tabac, cacao, or, bois brésil) furent réinvestis dans le café. En 1831, l'Assemblée nationale décide que quiconque a cultivé du café pendant cinq ans sur une terre devient propriétaire de cette terre.

#### Arrivée des Anglais
La production caféicole du Costa Rica explosa en 35 ans, de 50 000 livres en 1832 à 8 millions en 1853 et 20,7 millions en 1868, quand les commerçants britanniques commencèrent à s'intéresser à l'excellent café suave de la vallée centrale, aux conditions écologiques propices : altitude allant de 700 à 1 500 m, sols fertiles et bien drainés, deux saisons bien définies. Dès 1826-1827, l'inventeur gallois Richard Trevithick proposa la construction d'une voie ferrée entre Limon, sur la côte caraïbe, et le port de Puntarenas, sur l'autre versant, en passant par San José, ainsi que des embranchements vers des sites miniers,.
Au tournant des années 1830, le roi de la côte des Mosquitos, Robert Charles Frederic, successeur de George Frédéric Augustus Ier, donne concession aux négociants jamaïcains William Hodgson et Samuel Shepherd, avec mandat pour les exploiter au-delà de la région. Ce dernier se lie avec don George Stiepel, un ancien soldat, qui développe en 1832 le commerce du café avec l'Angleterre, via les ports du Chili. Dès 1839, il contrôle 11,5 % des exportations du port de Puntarenas. Des étrangers, en particulier des Espagnols, acquièrent de nombreuses plantations.
En 1839, les exportations s'élèvent déjà à 90 000 quintaux. Un nouvel état est né l'année précédente, le Costa Rica, mais en raison de la violence de la guerre civile, les partis libéraux, comme ailleurs en Amérique centrale ont perdu toute influence politique et les dictatures conservatrices vont contrôler le gouvernement costaricien jusqu'en 1870.
En 1843, le navigateur guernesiais William Le Lacheur met en place une route commerciale régulière et directe pour les producteurs de café du Costa Rica vers l’Europe, contribuant ainsi à créer des débouchés commerciaux pour le café, sous la marque « Café de Valparaiso », le port chilien servant pour la réexpédition. William Le Lacheur revenait de Seattle sur son navire The Monarch, lorsqu'il s'est échoué avec une cargaison de peaux, près de Puntarenas. Il repart avec 550 quintaux de café, en profitant d'une crise de surproduction, puis fait venir son frère, qui lui importe 2 500 quintaux en Angleterre. Le quintal est acheté 3 pesos à San José puis vendu 7 pesos à Puntarenas, 13 pesos à Valparaiso et 20 en Europe.
En 1843-1844, les producteurs de café du Costa Rica détenant un patrimoine de plus de mille pesos sont déjà au nombre de 101, plus nombreux que ceux qui ont moins de ce montant, et presque aussi nombreux que les 160 possédants détenant ce capital mais exerçant dans d'autres domaines. L'élite caféière qui émerge était le plus souvent déjà fortunée et cette culture d'exportation la fédère, dans un mouvement vers la modernisation.

#### Construction d'une piste vers Puntarenas
Au début des années 1840 aussi, le chef de l'État don Braulio Carrillo a décrété que les terres de la vallée centrale à l'ouest de San Jose devait se consacrer aux plantations de café et ordonné de construire la « route de l'Atlantique » permettant au Costa Rica d'avoir un accès direct aux ports britanniques. La Sociedad Econômica Itinérante est créée en novembre 1843 par des caféiculteurs nationaux puissants. Leur but ? Améliorer les communications du pays, bâtir entre 1844 et 1846 une nouvelle route jusqu'au port de Puntarenas, grâce à une taxe spéciale perçue sur le café d'exportation : les mulets furent remplacés par des chars à bœufs qui pouvaient transporter quelque 300 kg de café chacun à l'aller, pour une durée du transport de 5 à 6 jours, et de produits alimentaires importés au retour. Mais au cours de la saison des pluies (du mois de mai au mois de novembre) la route disparaissait sous la boue : le rêve d'une route directe à l'océan Atlantique demeurait et les projets se succédèrent, pour la plupart ferroviaires.

#### Les colonies étrangères
En 1845, Juan Rafael Mora Porras est propriétaire, avec sa famille, de plantations assurant 8 % des exportations de café du Costa Rica et 16 % des capacités du pays en transformation du café en 1849, l'année où il est élu président du Costa Rica. Depuis la Révolution de 1848 en Europe, qui génère des exilés, des liens diplomatiques ont été établis entre l'Allemagne et le Costa Rica. Juan Rafael Mora Porras les renforce. C'est l'époque des colonies étrangères en Amérique centrale, comme au Guatemala, où en 1843, la Compagnie belge de colonisation (CBC) achète Santo Tomás de Castilla sur la côte atlantique. Elle en fait une colonie de peuplement, pour exploiter les ressources naturelles, puis abandonne en 1854. En tout, 144 belges de la CBC accepteront la nationalité Guatemalaltèque et s'installeront à l'intérieur du pays, dont plusieurs dans la caféiculture et le négoce, tandis que 33 autres s'établissent dans d'autres pays d'Amérique centrale. D'autres colonies, se créent au Costa Rica avec des Allemands :
- Dans la province de Heredia, 37 familles allemandes s'installent en 1851[16] sur un espace entre la propriété de Crisanto Medina et la rivière Sarapiqui pour créer la colonie de Míravalles[17]. Ils sont chargés de construire une route entre le site et le Golfe de Nicoya[16]. Ils ont quitté Brême le 15 avril 1850[16] et arrivés par le navire Alfred à San Juan del Norte[16]. En juin 1851, comme ils sont à cheval sur la frontière des deux pays, le parlement du Nicaragua émet une protestation officielle[16].

- Dans la province de Cartago, s'installent en 1853 une centaine de familles de Brême[18], menées par le baron Alexander von Bülow, qui avait été influent dans la Compagnie belge de colonisation. Il a créé en 1849 l'association coloniale berlinoise qui coopère avec sa rivale l'association hambourgeoise pour la colonisation en Amérique centrale, et l'ingénieur allemand Franz Kurtze, actif depuis 1848 dans la recherche sur les volcans du Costa Rica. Alexander von Bülow, associé à Luis Von Chamier[19], obtient en 1851 du Costa Rica la concession d'une superficie d'environ 10 000 hectares[19] pour fonder la colonie d'Angostura (Costa Rica), dans un endroit éloigné et solitaire, à une altitude moyenne de 1 000 mètres, idéale pour la caféiculture, sur les flancs du Turrialba[19], stratovolcan actif du Costa Rica. Franz Kurtze a tenté de tracer une route entre Cartago et la côte atlantique, pour permettre le transport des produits de la colonie, d'une manière plus pratique pour les exportations vers l'Allemagne[19]. Mais il a trop tôt épuisé la quasi-totalité du prêt destiné à la construction de routes[19], ruinant la colonie, qui doit exporter alors vers le Pacifique, par le chemin existant. Franz Kurtze devient ensuite directeur des travaux publics du Costa Rica[19]. Les Allemands ont estimé que le Pacifique était plus approprié, en raison des conditions du sol[19]. La colonie d'Angostura (Costa Rica) disparaît à la mort de Bulow, en 1856 au Nicaragua. Le projet de colonisation allemande a officiellement pris fin et les concessions sont déclarées obsolètes et invalides le 18 juillet 1861, par le Sénat du Costa Rica[19].
- Toujours à Angostura (Costa Rica), dans la province de Cartago, la Société d'émigration de la Poméranie, s'installe à l'automne 1853, menée par Herr Von Chamieux, de Koenigsberg, venu avec Von Bulow l'année précédente, et Franziska Bibend, une riche héritière, puis s'est déplacée au delta costaricien de Serapiqui, dans la province de Heredia.
- Dans le District de Pavas (San José), le président Juan Rafael Mora Porras a reçu en 1852-1853 le journaliste allemand Wilhelm Marr, reconverti dans le commerce, qui a amené entre 80 et 100 personnes au Costa Rica, en 1853, pour fonder une colonie. Mora Porras a fait don d'une plantation de café à son ami le consul britannique Richard Farrer, à Guadalupe (San José), dans le canton de Goicoechea, et d'une concession pour une voie ferrée opérationnelle sur 9 miles dès 1854-1855.

#### La présidence de Juan Rafael Mora Porras et son projet de banque
Juan Rafael Mora Porras s'illustre pendant la campagne nationale du Costa Rica (1856-1857) contre les envahisseurs de William Walker. En juin 1858, il décide de fonder une banque indépendante des gros acteurs de la filière café, mais il la confie à l'un d'eux, le planteur argentin Crisanto Medina : la Banque nationale du Costa Rica, qui se retrouve en difficulté quand son associée, la Banque de Liverpool fait faillite. Cet épisode déclenche un coup d'état mené par son frère, puis son assassinat l'année suivante lorsqu'il tente de reprendre le pouvoir.
Alors qu'au milieu du XIXe siècle, les trois quarts des barons du café descendaient de deux familles coloniales, en 1863, trois établissements costaricains finançant les petits planteurs voient le jour : José Maria Montealegre fonde la banque anglaise costaricaine (Banco Anglo Costarricense), en association avec des capitaux anglais, concurrencée par Banco la Unión, et Banco Internacional, ce qui amène le gouvernement à créer la banque nationale en 1867. En 1873 c'est au Guatemala, en 1880 au Salvador que des banques sont créées.
Au cours des deux dernières décennies du XIXe siècle, le café représente 75 % à 95 % des exportations du Honduras, loin devant la banane. Les documents consultés par le Costaricien Carlos Naranjo Gutiérrez permettent de faire remonter la construction de « la légende du meilleur café du monde » au Costa Rica à la fin du XIXe siècle, avant qu'elle ne culmine lors de la fondation de l'Institut de défense du café en 1933.

#### Le chemin de fer transatlantique

Chemin de fer du Costa Rica.

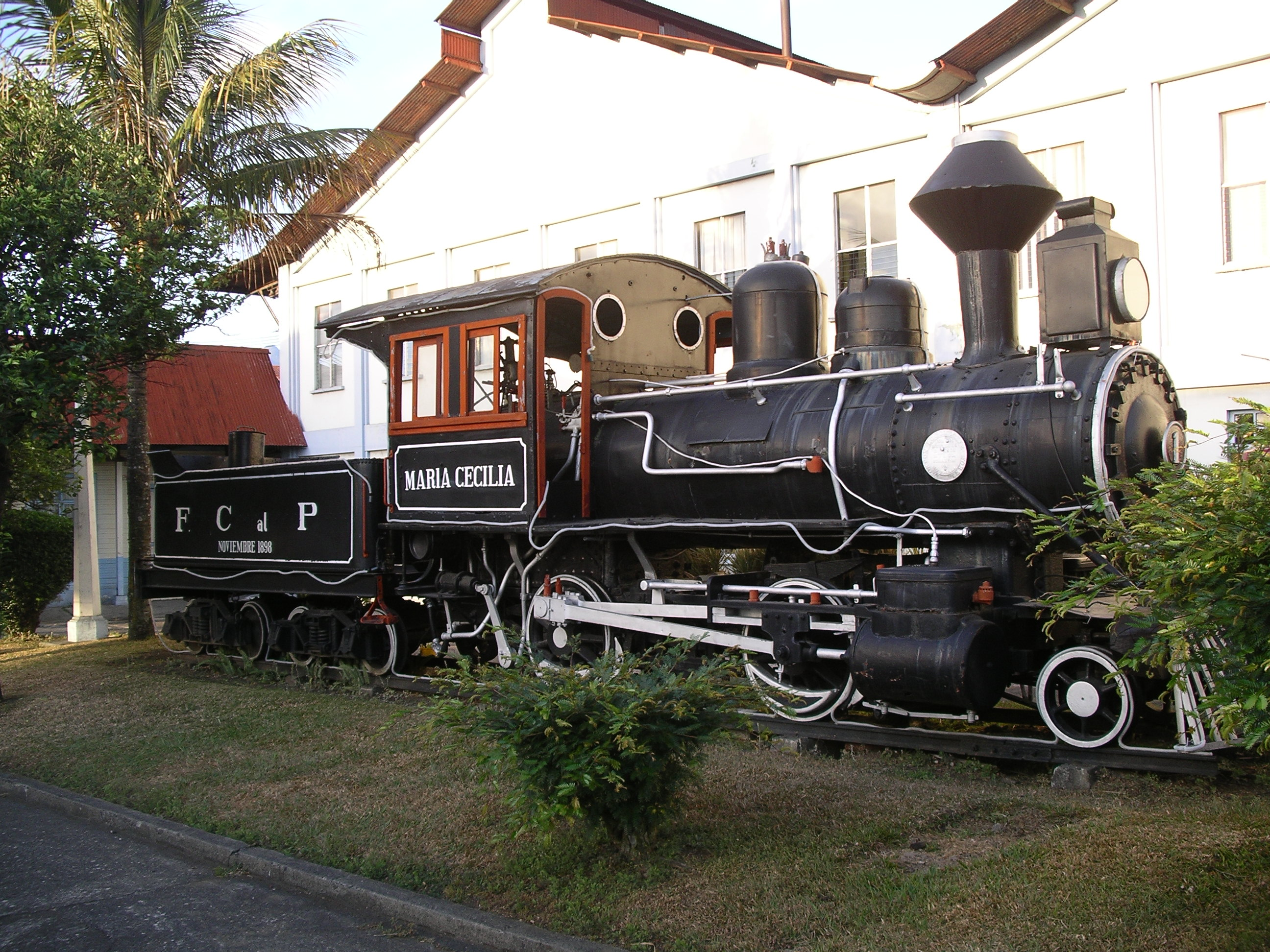
Steam locomotive

La diplomatie allemande a joué un rôle précurseur important dans le projet de construction du chemin de fer du Costa Rica. En 1862, le port allemand de Brême « tend de plus en plus à devenir l'entrepôt du commerce du Nord avec les pays d'outre-mer ». Un de ses négociants, Edward Delius, souhaite un chemin de fer au Costa Rica, afin d'avoir un accès plus sûr, plus direct et meilleur marché au café d'Amérique centrale. Il propose que les Allemands le financent et apportent une main-d'œuvre allemande qualifiée, en échange d'une présence navale dans la région. La Prusse le soutient car elle cherche alors à s'unir avec les riches villes allemandes de l'Allemagne du Nord, après ses victoires de 1866 contre l'Autriche. L'ingénieur allemand Franz Kurtze, actif depuis 1848 dans la recherche sur les volcans du Costa Rica, a travaillé temporairement avec Alexander von Bulow lors de son projet de colonisation agricole, puis comme ingénieur et architecte à Heredia, la troisième plus grande ville du pays. Envoyé du gouvernement costaricien, il signe en 1866 un contrat avec le politicien américain John C. Frémont, général de la Guerre de Sécession, pour un chemin de fer interocéanique entre Limón et Caldera (es), d'un coût de 60 millions de francs. La compagnie concessionnaire est à New York.
Le projet s'enlise puis est repris par le général Tomás Guardia Gutiérrez, auteur du coup d'État d'avril 1870, qui le concède à l'entrepreneur américain Henry Meiggs, en recevant au passage 100 000 livres sterling. Meiggs transfère le contrat à ses neveux, Henry Meiggs Keith, et l'industriel américain Minor Keith.
Dès 1871, la construction est commencée, en deux parties, alors qu'il aurait été logique de dérouler une seule voie, les rails déjà posés acheminant les matériaux de construction, au fur et à mesure de l'avancement des travaux. Mais le général Tomás Guardia Gutiérrez voulait raffermir sa position interne, en montrant l'utilité de ce moyen de transport jusque-là quasi inconnu au Costa Rica.
La partie occidentale, dite « Ligne de l’Atlantique », fut principalement construite entre 1877 et 1890 au milieu de la forêt, à travers une topographie fort accidentée, les pluies et les maladies (malaria, fièvre jaune et dysenterie), qui n'ont pas épargné la main d'œuvre immigrée.

### La colonisation allemande au Guatemala liée au café

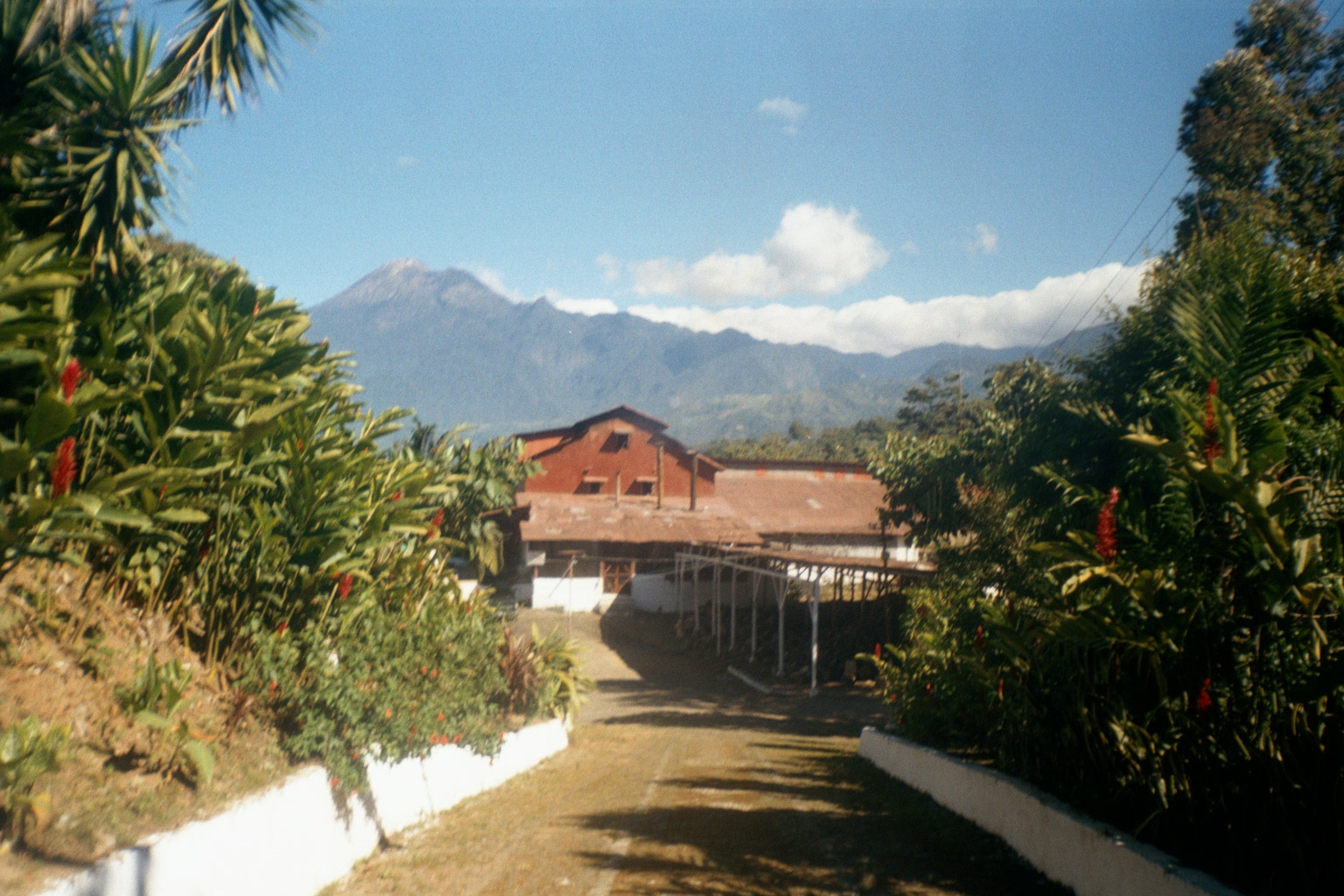
Finca El Platanillo, près de San Rafael Pie de La Cuesta dans le département de San Marcos.

#### Les débuts
Des petites plantations émergent au Guatemala d'abord dans les régions d'Amatitlán et d'Antigua (sud-ouest du pays) mais peinent à se financer, amenant des entrepreneurs étrangers à y investir. Le premier immigrant allemand au Guatemala est Carl Rudolph Klee, en 1828, un négociant de Hanovre, qui forme une coentreprise dans les dérivés de la Coccoidea, qui représentent la principale exportation du Guatemala dans les années 1820, les années 1830 et les années 1840.
Carl Rudolph Klee réinvestit ensuite dans le café, après être devenu dans les années 1840 le représentant consulaire au Guatemala des villes allemandes hanséatiques. Brême devient l'un des premiers ports d'émigration vers l'Amérique au cours de cette décennie, grâce au bon réseau fluvial de la Weser et à un meilleur traitement des voyageurs, puis cherche des marchandises américaines pour rentabiliser le retour des navires vers l'Europe alors que l'importation de tabac de Baltimore faiblit.

#### Les colonies belges et françaises
En 1843, la Compagnie belge de colonisation, achète la colonie de Santo Tomás de Castilla sur la côte atlantique du Guatemala, avec l'aide de Léopold Ier de Belgique, pour en faire une colonie de peuplement et exploiter les ressources naturelles. Son but était d'"ouvrir un chemin", "mettre le port en communication avec l'intérieur", mais il a été "manqué" car "on a voulu faire travailler des Européens aux défrichements sous un ciel brûlant et sur un sol humide. Les maladies ont décimé ces hommes, qui ne peuvent supporter un climat aussi rigoureux". La colonie abandonne en 1854, mais 144 belges acceptent de rester dans le pays, en prenant sa nationalité.
Deux français colons de Santo Tomás de Castilla restent au Guatemala :
- son directeur scientifique le professeur de biologie Jules Rossignon, qui créé une grande ferme à "Las Victorias", site de la future ville de Cobán, dans le Département d'Alta Verapaz et publie en 1861 un rapport encourageant sur la culture du café, puis représente le café guatemaltèque à l'Exposition universelle de 1867 à Paris.
- le baron Oscar du Teil s'installe en 1854 et plante 110 000 caféiers de 1856 à 1859, avec son frère Javier, à Escuintla (Guatemala), sur la plaine côtière du Pacifique, puis fonde en 1867 la première compagnie de télégraphe du pays. L'amélioration des routes vers la côte Pacifique permet à ce versant de représenter plus des trois-quarts des exportations guatemaltèques sur la période 1859-1864, au lieu d'un tiers sur la période 1853-1858[29]. Du coup, le rôle des Anglais dans les exportations par Belize diminue fortement[29].

#### Les années 1850 et les firmes de négoce allemandes
Dans les années 1850, la firme de négoce allemande Hockmeyer & Rittscher s'implante au Guatemala et organise les exportations vers Hambourg. En 1858, elle obtient de représenter la Panama Railroad Company dans ses opérations au Guatemala, tout comme Hapag, la compagnie de Hambourg gérant un service maritime entre le port de Colon et des ports européens. Le café guatemaltèque transite par la côte Pacifique puis traverse l'isthme du Panama par le train, avant de naviguer cette fois vers l'Europe. Il est aussi exporté par des compagnies maritimes anglaises. Une autre maison de négoce allemande, Rieper Augener, s'implante. Venue de Brême, cette dernière est agent du North German Lloyd, fondée en 1857, à Brême, par le négociant Eduard Crüsemann, après un voyage d'affaires aux États-Unis et dans les Caraïbes en 1853, avec l'aide du financier Hermann Henrich Meier, qui sera fondateur de la nouvelle Bourse de Brême en 1861.

#### Les exilés colombiens
Une famille colombienne active dans les mines d'or et exilée au Costa Rica a fondé la société Ospina, Vasquez, and Jaramillo, qui exploite l'immense domaine de « Las Mercedes », le plus important du pays à la fin des années 1860, racheté à un costa-ricain et agrandi, où elle construit sa propre route, avec 200 chars à bœufs, et importe des machines d'Angleterre, avant de tout revendre en 1881 pour repartir en Colombie où elle développe la Caféiculture en Colombie, dans l'Antioquia.

#### L'arrivée de Rodolfo Dieseldorff dans les années 1860
En 1862, le Guatamala compte déjà 39 fermes de café à Coban et 32 à San Pedro Carcha, sans compter les 4 de San Miguel Tucuru, selon le fonctionnaire administratif Juan Jose Aycinena, qui note que 2 millions de caféiers vont bientôt arriver à l'âge de la récolte dans le Verapaz, s'ajoutant aux 0,7 million dont c'est déjà le cas, et observe que la route menant à Saiama sera bientôt terminée. Celui du département d'Escuintla a décompté 0,6 million de caféiers.
Parallèlement, la colonisation allemande, menée par Rodolfo Dieseldorff, débute en 1863, dans l'Alta Verapaz et le Quetzaltenango, région où l'économie va se développer par la culture du café. Les Allemands s'installent principalement à Cobán et dans les montagnes à la frontière avec le Chiapas (Mexique). Ils ne sont encore qu'une centaine à la fin des années 1860, mais on compte parmi deux firmes de négoce : Hockmeyer & Rittscher et Rieper Augener,.

#### La «révolution libérale» de Justo Rufino Barrios
En 1871, la « révolution libérale » de l'anti-clérical Justo Rufino Barrios, riche planteur de café, dont les terres s'étendent jusqu'à la frontière avec le Mexique, triomphe au Guatemala. Il entreprend une réforme agraire de 1871 à 1883, sur 390 000 hectares : les terres ecclésiastiques sont expropriées et celles qui ne sont pas exploitées vendues, amenant la formation d’une petite propriété terrienne, notamment le long du Pacifique et dans l’intérieur du pays, où les sols sont propices à la culture caféière. Au Guatemala, l'action de l’État apparaît plus importante, que dans les autres pays, hormis le Salvador.
Comme il sera théorisé plus tard par le Manuel du caféiculteur guatémaltèque, sont mis en place les « arbres d'ombre », appelés « Chalum », des espèces légumineuses qui contribuent à fertiliser le sol et procurent à la culture du café la protection la plus adéquate contre le soleil.
Les techniques modernes utilisées pour la culture du café, venues du Costa Rica, se répandent, avec l'aide des Allemands. La décennie des années 1870 voit les exportations de café du Guatemala multipliées par 2,6 , car les prix mondiaux doublé sur les six premières années (de 12 à 23 cents la livre). Ensuite ils chutent et retombent à 11 cents dès 1883, après la crise de surproduction de 1882. Le boom du café en fait dès 1870, la principale culture d'exportation du Guatemala, sur des sols volcaniques riches, d'où le transport vers les marchés est cependant difficile.
La construction du premier Chemin de fer du Guatemala commence en 1876 . La première section connecte en 1880 San José (Guatemala), sur la côte pacifique, et Escuintla, où le français Oscar du Teil avait planté 110 000 caféiers de 1856 à 1859,. Elle est prolongée jusqu'à la ville de Guatemala en 1884. Le capital national devenu insuffisant, selon le diplomate allemand Von Erckert, le nouveau gouvernement préfère faire appel aux capitaux allemands pour compléter le projet.
Dans l'Alta Verapaz, dès 1890, deux tiers de la production de café sont entre les mains des Allemands. La production guatémaltèque passa de 22 000  à   24 000 tonnes par an entre 1887 et 1891. Des Allemands sont arrivés dans le reste de l'Amérique centrale dans des pays comme le Nicaragua. Alors qu'au Costa Rica et à El Salvador les planteurs utilisent les techniques les plus avancées, ce n'est pas le cas au Nicaragua. Au Costa Rica, une révolution caféière démarre en 1848, sous les auspices de la Oficina del cafe.
Dans les années 1930, les Allemands contrôlaient 25 % des plantations, deux-tiers de la production et un pourcentage encore plus important des exportations. Le descendant d'immigrants allemands Erwin Paul Dieseldorf, le plus grand propriétaire dans l'Alta Verapaz, contrôle 15 plantations sur les 694 du secteur et devient l'un des plus grands exportateurs du Guatemala avec 11 000 quintaux en 1936-37. À la suite des pressions des États-Unis, la plupart des colons se verront expulsés par le gouvernement guatémaltèque dans les années 1940. L'innovation stoppe et les planteurs et leurs alliés militaire durcissent leur politique vis-à-vis des populations indiennes. L'usage des engrais n'était pas encore très développé dans les années 1950 et les techniques les plus avancées ne sont utilisées que pour la récolte.

### Le Nicaragua prend son essor grâce aux lois de 1879 et 1889

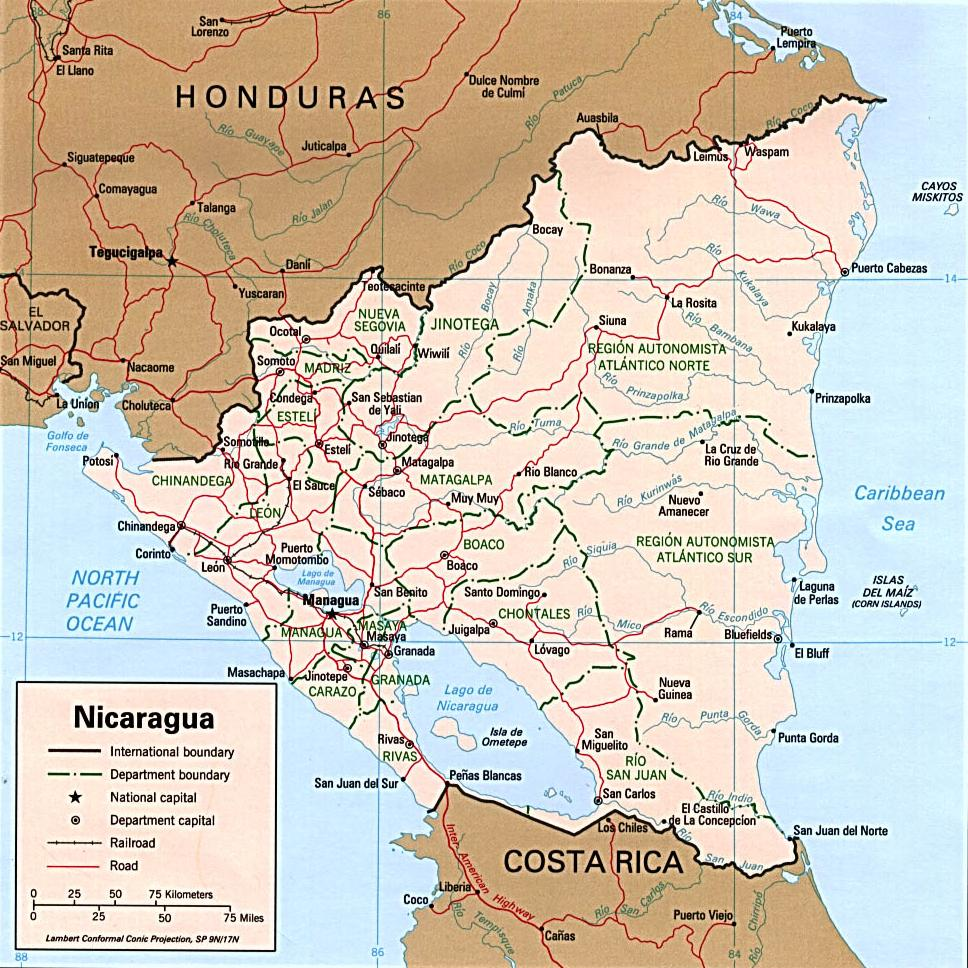
Carte du Nicaragua : Au sud du pays, le Río San Juan, émissaire du lac Nicaragua, matérialise une partie de la frontière avec le Costa Rica

Parallèlement, la culture du café à grande échelle a commencé au Nicaragua dans les années 1850. Dès le début des années 1850, les passagers traversant le Nicaragua en route vers la Californie, dans le cadre de la Ruée vers l'or, ont reçu de grandes quantités de café nicaraguayen. Le Projet de canal du Nicaragua émerge à ce moment-là, en 1849 et il vise aussi au transport du café et pas seulement des voyageurs.
Le gouvernement du Nicaragua a encouragé la création de plantations de café par les lois de 1879 et 1889 et accordé à cette occasion 5 cents pour chaque trio de caféiers plantés à partir d'un verger de 500 caféiers. De vastes zones de l'ouest du Nicaragua ont été défrichées et plantées de caféiers.
La récolte de 1891 s'élève à plus de 11 000 000 livres sur 76 000 acres de terres utilisées, chaque acre produisant 1 102 livres sterling. La filière d'exportation vers le Pacifique bénéficie du chemin de fer nicaraguayen de Grenade à Corinto, dont la construction par le capitaine Bedford Pim (1826 – 1886), de la Royal Navy, partisan du Projet de canal du Nicaragua, a duré plus de 18 ans, entre 1863 et 1880. L'exportation vers l'océan Atlantique passe par les navires à vapeur du Lac Nicaragua et sur la rivière San Juan. La majorité du café nicaraguayen est exportée vers l'Europe, où il est rémunéré par un prix plus élevé, tandis que le fret vers les États-Unis est plus coûteux. Les premières coopératives caféières nicaraguayennes voient le jour en 1900. Selon le consul des États-Unis, la culture du café du Nicaragua produit en 1900 environ 150 000 sacs de café, contre 75 000 l'année précédente. Les droits d'exportation du café s'élevaient à environ 300 000 $. L'exportation de café en 1900 par les ports d'El Castillo, Bluefields et San Juan del Norte était de 1 464 tonnes, pour une valeur de 295 348 dollars américains.

### La «république caféière» du Salvador
Au Salvador voisin, l'introduction du café date de 1846 et se développe dans les années 1860. À partir de 1879, dans le cadre de la réforme agraire, le gouvernement entame les expropriations qui atteignent leur apogée à la suite des lois de 1881-1882.La culture caféière s’étend ainsi à l’ensemble du pays qui se lance dans des constructions ferroviaires et dans la modernisation des ports et des routes. Sur fond de guerre contre les autres pays centre-américains quasi permanente, une « république caféière » s'installe, favorisant les intérêts des propriétaires terriens et de l'oligarchie des « 14 familles ». Au Mexique, la migration d'Allemands s'est effectuée un peu plus tard, au tournant des XIXe et XXe siècles, également pour se lancer dans la production du café, dans le sud du Chiapas et sur la côte pacifique. Elle fut nettement moins importante, en raison de l'instabilité politique qui découragea les migrants, qui se réfugièrent aux États-Unis.

### La crise au début duXXIesiècle
Après la chute des cours du café de 1999, trois des six banques du secteur caféier du Nicaragua sont en faillite.
À partir des années 2000, face à la baisse prolongée des coursAprès la chute des cours de 1999, trois des six banques du secteur caféier sont en faillite, les États soutiennent les producteurs de café. Le Fonds National de Stabilisation caféière du Costa Rica aurait ainsi procédé à des distributions de chèques de soutien à 80 000 producteurs en 2001, tandis que les caféiculteurs salvadoriens auraient bénéficié d’une aide de près de 500 millions de US $ à partir de 2001. Certains gouvernements ont pu agir aussi par des manipulations monétaires consistant à déprécier la valeur de la monnaie nationale, pour rendre leur café plus compétitif sur le marché mondial. Pour sa part, le gouvernement guatémaltèque a proposé deux lignes de crédits en 2001, sous la responsabilité d’un Comité rassemblant des représentants de l’État, de la Banque et de l'Asociación Nacional del Café (ANACAFÉ). La première ligne, de 100 millions de dollars américains, avec des taux d’intérêt situés entre 10 % et 12 % par an, était destinée aux planteurs produisant plus de 100 sacs de café vert par an, les prêts pouvant aller jusqu’aux quatre cinquièmes de la valeur de leur propriété. La seconde, de 50 millions de dollars américains, était réservée aux caféiculteurs plus modestes, avec des prêts plafonnés.

### L'Amérique centrale au sein des grands producteurs mondiaux
L'évolution des grands producteurs mondiaux de café sur les années 2010 permet à quatre pays d'Amérique centrale[à vérifier] de figurer toujours parmi les quinze premières récoltes caféicoles au monde.
Parmi les pays qui ont progressé, le Nicaragua et Honduras. Au contraire, la diversification qui s'opère dans l'agriculture du Costa Rica[à vérifier] rend compte de la diminution relative de la place du caféier. Quant au Salvador, il semble que les cultures destinées à l'alimentation domestique priment désormais sur celles destinées à l’exportation.
| Production mondiale en millions de sacs de 60 kilos | 2011 | 2012 | 2013 | 2014 | 2015 | 2016 |
| Brésil                                              | 39,4 | 50,8 | 54,7 | 52,3 | 50,3 | 55   |
| Viêt Nam                                            | 17,8 | 25   | 27,6 | 26,5 | 28,7 | 25,5 |
| Colombie                                            | 8,1  | 9,9  | 12,1 | 13,3 | 14   | 14,5 |
| Indonésie                                           | 11,4 | 13   | 11,2 | 11,4 | 12,3 | 10   |
| Éthiopie                                            | 6,9  | 6,2  | 6,5  | 6,6  | 6,7  | 6,6  |
| Honduras                                            | 3,6  | 4,5  | 4,6  | 5,2  | 5,8  | 5,9  |
| Inde                                                | 4,8  | 5,3  | 5,1  | 5,4  | 5,8  | 5,3  |
| Pérou                                               | 3,3  | 4,4  | 4,3  | 2,9  | 3,3  | 3,8  |
| Mexique                                             | 4,1  | 4,3  | 3,9  | 3,6  | 2,8  | 3,1  |
| Guatemala                                           | 3,8  | 3,7  | 3,2  | 3,3  | 3,4  | 3,5  |
| Ouganda                                             | 2,8  | 3,9  | 3,6  | 3,7  | 3,6  | 3,8  |
| Nicaragua                                           | 1,9  | 1,9  | 1,9  | 1,9  | 2,1  | 2,1  |
| Côte d'Ivoire                                       | 1,8  | 2    | 2,1  | 1,7  | 1,9  | 2    |
| Costa Rica                                          | 1,3  | 1,6  | 1,4  | 1,4  | 1,6  | 1,5  |
| Salvador                                            | 1    | 1,2  | 0,5  | 0,7  | 0,5  | 0,6  |

## Les contributions des immigrés allemands

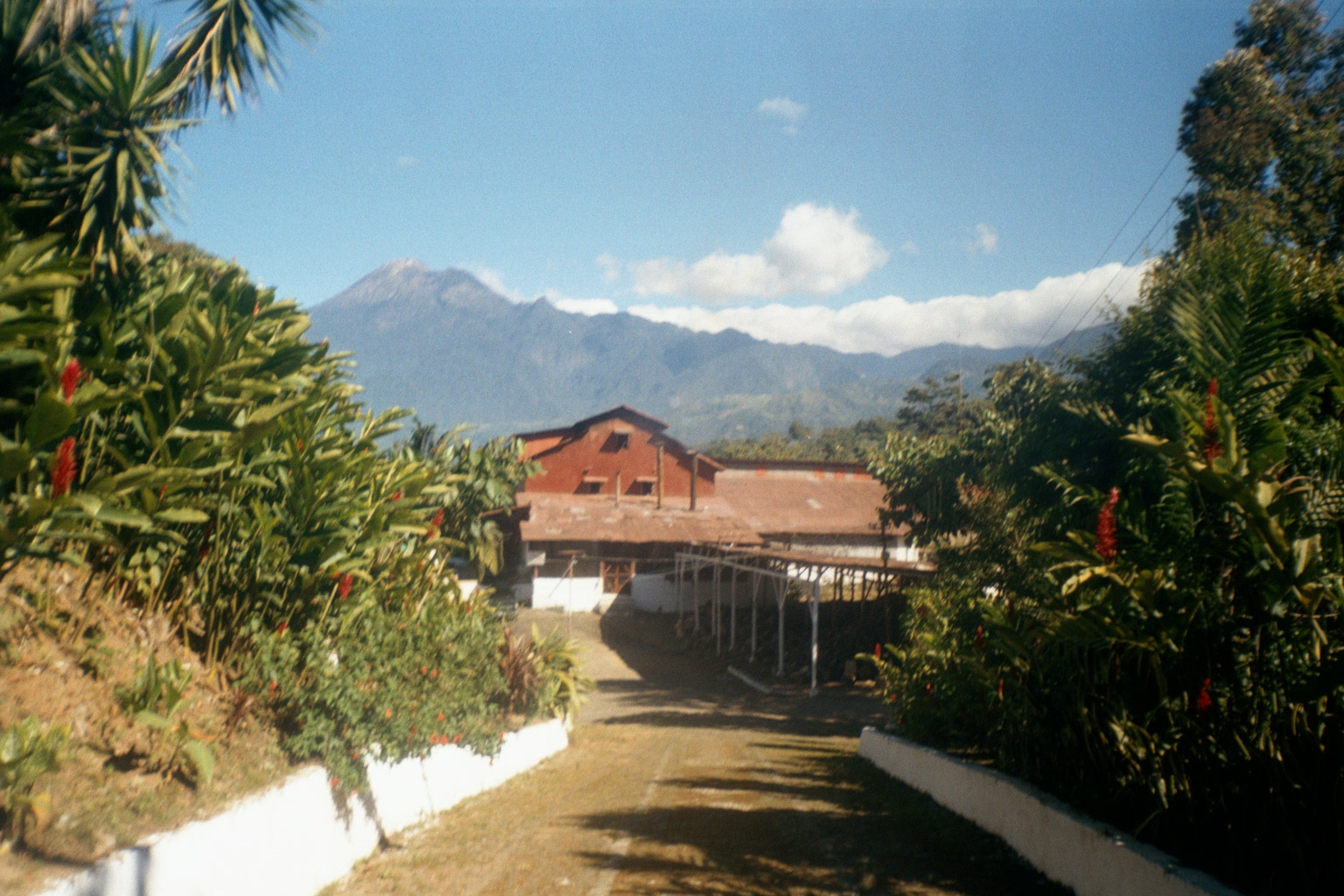
Une plantation de café construite par des Allemands

Les contributions au développement caféier, dès le XIXe siècle, des colons allemands, prennent forme dans les années 1840, quand des traités divers sont négociés et que près de 2 000 colons allemands émigrent en Amérique centrale. Il s'agit alors surtout du Costa Rica, seule pays de la zone où le café est déjà développé.
En 1864, les étrangers d'origine européenne ne représentent encore que 14,3 % du total des étrangers vivant au Costa Rica, mais cette proportion triple ensuite en vingt ans pour représenter 43 % en 1884.
Au Guatemala, le premier marchand allemand à Cobán fut Rodolfo Dieseldorff en 1865, qui fait ensuite une bonne publicité à ce pays auprès de ses concitoyens. Plus tard, il invite toute sa famille à vivre au Guatemala . À la fin de sa longue carrière maritime, Rodolfo Dieseldorff a expérimenté la culture du coton, mais les fléaux agricoles l'ont ruiné, l'amenant à lancer un nouveau projet dans le commerce, ce qui a conduit à Alta Verapaz. Ensuite, les Allemands sont arrivés au Guatemala par le biais de campagnes organisée par le gouvernement. Ils se sont établis à Cobán et dans l'Alta Verapaz.
Au Guatemala, les cercles commerciaux et agricoles allemands résidents se sont intéressés à l'achèvement du chemin de fer Atlantique car 35-40 millions de marks de marchandises transitaient annuellement entre le Guatemala et l'Allemagne par les détroits, le Chemin de fer du Panama, et les navires à vapeur. Les deux tiers des exportations de la zone vont en Allemagne. Les Allemands et autres marchands européens sont devenus plus actifs en Amérique Centrale après la baisse de régime du commerce américain pendant la Guerre de Sécession.
Le "Deutsche Verein" (club allemand) est fondé à Cobán en 1888, et tout d'abord réservé aux allemands puis renommé Société de charité, avec une bibliothèque.
Dans l'Alta Verapaz, dès 1890, deux tiers de la production de café sont entre les mains des Allemands.
Les Allemands sont présents dans les départements de Quetzaltenango, Alta Verapaz et Baja Verapaz.
La famille Dieseldorff a formé un réseau de fermes sur trois périodes :
- de 1890 à 1898, elle acquiert Seacté, Chiachal, Click, SECAC-Ulpan, Santa Margarita, Paija, Panzal et El Salto ;
- de 1898 à 1910, c'est le tour de Raxpec, Santa Cecilia, Cubilgüitz, Chamcarel et Sacchicagua de Secol, San Diego-Yalpemech, Chichochoc, Chichaíc Santa Margarita, Rio Frio Pocola ;
- après 1924, elle acquiert Sachamach, Tzimajil, Chiquixjí Raxahá[32].

Dans les années 1930, les Allemands contrôlaient 25 % des plantations, deux-tiers de la production et un pourcentage encore plus important des exportations. Ils sont les seuls planteurs à utiliser des engrais.
En 1938, tous les dimanches à Coban, un groupe de jeunes part en procession musicale d'une ferme, en chantant des chants célébrant le rôle des Allemands dans le monde. Environ 8 000 immigrés allemands vivaient au Guatemala en 1940, avec des associations, des formations musicales et le port de la traditionnelle culotte de cuir. Mais à la suite des pressions des États-Unis, la plupart des colons ont été expulsés par le gouvernement au milieu des années 1940.
Des Allemands sont arrivés dans le reste de l'Amérique centrale dans des pays comme le Nicaragua et le Costa Rica. Au Nicaragua, ils se sont installés à Matagalpa, Estelí et Jinotega où subsistent de nombreux Nicaraguayens d'origine allemande ; au Costa Rica, ils s'établirent à Cartago et San Jose.
Au Mexique, la migration d'Allemands s'est effectuée un peu plus tard, au tournant des XIXe et XXe siècles, également pour se lancer dans la production du café, dans le sud du Chiapas et sur la côte pacifique. Elle fut nettement moins importante, en raison de l'instabilité politique qui découragea les migrants, qui se réfugièrent aux États-Unis.